# Arthur Lindfors
Arthur Richard Lindfors (ur. 17 marca 1893 w Porvoo, zm. 21 września 1977 tamże) – fiński zapaśnik. Dwukrotny medalista olimpijski.
Walczył w stylu klasycznym. Brał udział w dwóch igrzyskach (IO 20, IO 24), na obu zdobywał medale. W obu startach zajmował drugie miejsce w wadze średniej, do 75 kilogramów. W 1919 i 1920 zwyciężał w mistrzostwach nordyckich. W latach 1918–1920 zostawał mistrzem Finlandii w stylu klasycznym.